# Cymbidium borneense
Cymbidium borneense је врста орхидеја из рода Cymbidium и породице Orchidaceae. Природно станиште је Борнео. Нису наведене подврсте у Catalogue of Life.